# Comuna Satchinez, Timiș
Satchinez (germană Knees, maghiară Temeskenéz) este o comună în județul Timiș, Banat, România, formată din satele Bărăteaz, Hodoni și Satchinez (reședința).
Localitatea Satchinez se situează în nordul județului Timiș, la circa 25 km de municipiul Timișoara. Are stație proprie la linia Timișoara - Nerau. Se învecinează la nord cu Gelu, la est cu Bărăteaz, Călacea și Carani, la sud-est cu Hodoni iar la sud-vest cu Biled.

## Istorie
Prima atestare documentară a Satchinezului ar fi în anul 1154, fiindcă în anul 1154 geograful arab Sarifal Idrisi, în "Cartea desfătărilor", după ce spune că Timişoara este „un oraş plăcut... oferind bogăţii mari", descrie cu precizie drumul de la Cavorz (Carlovitz) până la Timişoara, menţionând că acesta trece prin Knez.A doua atestare documentară a Satchinezului datează din 1230, când apare menționat cu numele Kenaz. Băștinașii îi spuneau și „Chinezu”. Pe listele de dijmă papale din 1332 apare cu numele Kenes și aparținea de județul Cenad.
Istoria medievală a localității ar putea fi marcată conform unor istorici de personalitatea lui Paul Chinezu care a fost un comandant în armata regelui Ungariei, Matia Corvin, și comite de Timiș cunoscut și sub alte nume - Kinizsi Pál,Paulo de Kynys Comes Temesiensis,Pau Chines,Pavel Chinezu,s-a remarcat în lupta antiotomană.
În 1786 localitatea este colonizată cu germani, dar românii rămân majoritari.
Cele trei biserici au fost construite în: 1804 (ortodoxă-românească), 1823 (romano-catolică) și 1889 (ortodoxă-sârbă).

## Demografie
Componența etnică a comunei Satchinez
     Români (80,49%)
     Romi (8,34%)
     Alte etnii (1,19%)
     Necunoscută (9,98%)
Componența confesională a comunei Satchinez
     Ortodocși (77,2%)
     Penticostali (7,03%)
     Baptiști (2,12%)
     Romano-catolici (1,98%)
     Alte religii (1,13%)
     Necunoscută (10,54%)
Conform recensământului efectuat în 2021, populația comunei Satchinez se ridică la 4.439 de locuitori, în scădere față de recensământul anterior din 2011, când fuseseră înregistrați 4.743 de locuitori. Majoritatea locuitorilor sunt români (80,49%), cu o minoritate de romi (8,34%), iar pentru 9,98% nu se cunoaște apartenența etnică. Din punct de vedere confesional, majoritatea locuitorilor sunt ortodocși (77,2%), cu minorități de penticostali (7,03%), baptiști (2,12%) și romano-catolici (1,98%), iar pentru 10,54% nu se cunoaște apartenența confesională.

## Imagini

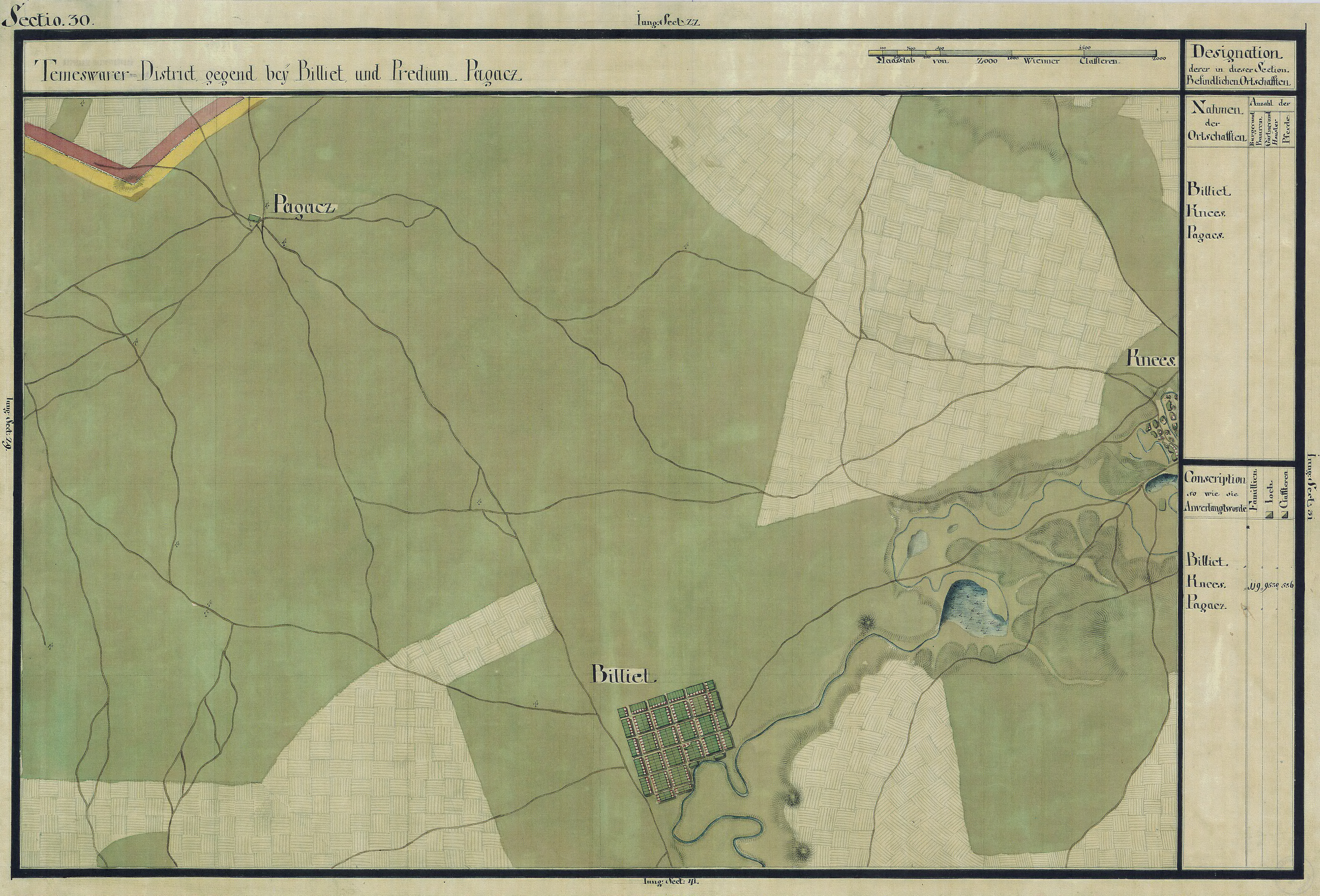
Satchinez în Harta Iosefină a Banatului, 1769-72
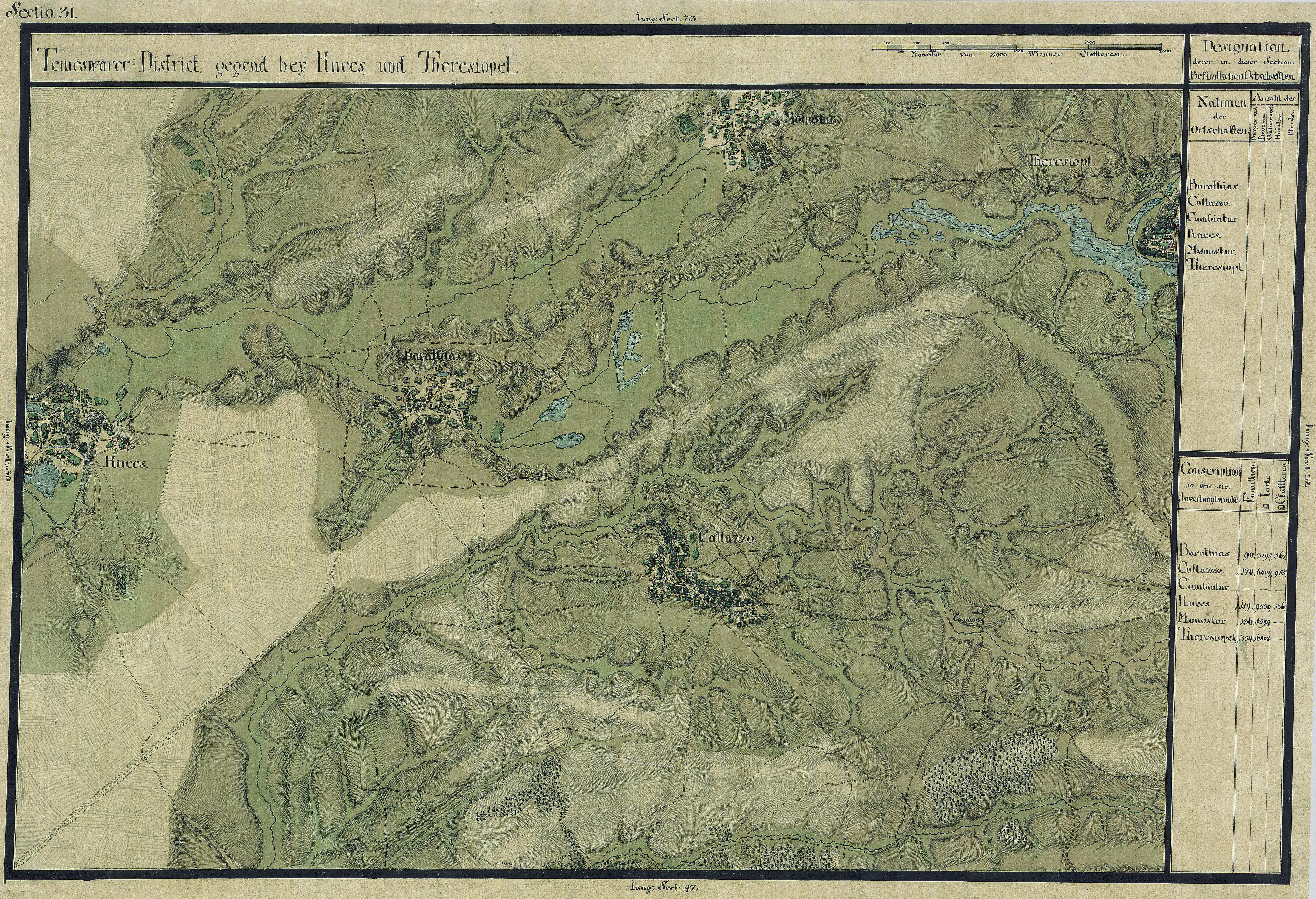
Satchinez în Harta Iosefină a Banatului, 1769-72

## Politică
Comuna Satchinez este administrată de un primar și un consiliu local compus din 15 consilieri. Primarul, Florin Olimpiu Cheaua[*], de la Partidul Național Liberal, este în funcție din 2016. Începând cu alegerile locale din 2024, consiliul local are următoarea componență pe partide politice:
|  | Partid                          | Consilieri | Componența Consiliului | Componența Consiliului | Componența Consiliului | Componența Consiliului | Componența Consiliului | Componența Consiliului | Componența Consiliului | Componența Consiliului |
|  | ------------------------------- | ---------- | ---------------------- | ---------------------- | ---------------------- | ---------------------- | ---------------------- | ---------------------- | ---------------------- | ---------------------- |
|  | Partidul Național Liberal       | 8          |                        |                        |                        |                        |                        |                        |                        |                        |
|  | Alianța Dreapta Unită           | 3          |                        |                        |                        |                        |                        |                        |                        |                        |
|  | Partidul Social Democrat        | 2          |                        |                        |                        |                        |                        |                        |                        |                        |
|  | Alianța pentru Unirea Românilor | 2          |                        |                        |                        |                        |                        |                        |                        |                        |

## Obiective turistice
- Conacul de la Hodoni
- Rezervația ornitologică Satchinez  Arhivat în 28 septembrie 2007, la Wayback Machine.
- Rezervația arheologică "La Picioroane", Hodoni

- Element în listă numerotată

## Personalități
- Pavel Chinezu (1432? - 24 noiembrie 1494) - erou legendar, cneaz/comite de Timiș, conducător de oști neînfricat, singurul care nu a suferit înfrângerea în fața Imperiului Otoman;
- Emanuil Ungureanu (1846 - 1929), avocat și filantrop;
- Martin Roos (n. 17 octombrie 1942), episcop romano-catolic de Timișoara;
- Vicențiu Babeș (1821 - 1907), avocat, profesor, publicist și om politic, luptător pentru drepturile naționale ale românilor din Transilvania, tatăl savantului - medic Victor Babeș.
- Vasile Gain  ( 05.Ianuarie 1912 ),fotbalist pe postul de mijlocas in numeroase echipe de fotbal din Timisoara,Cluj, Bucuresti dar si din strainatate in anul 1932 in Austria si in anul 1938 in Germania.A jucat 2 meciuri in echipa Nationala a Romaniei.
- Josef Jochum  (16 decembrie 1930 — 15 aprilie 2017),Solist vocal,Autor,Compozitor iar în 1954 a fost angajat ca actor la Teatrul German de Stat din Timisoara, unde a interpretat peste 150 de roluri și a semnat regia la 16 spectacole.În 1990 Josef Jochum s-a stabilit în Bavaria, în Germania.La 2 mai 2017 a fost înhumat în Wilhermsdorf lângă Nürnberg.